# Ben X
Ben X ist ein belgisch-niederländischer Spielfilm aus dem Jahr 2007.

## Handlung
Der jugendliche Ben ist seit seiner Kindheit ein Außenseiter und kommt früh in psychiatrische Behandlung. Ein Arzt diagnostiziert das Asperger-Syndrom. Ben lebt abgeschottet von der Außenwelt. Sein Leben besteht vor allem aus dem Online-Rollenspiel Archlord, das er in jeder freien Minute spielt und in welchem er als Ben X ein Held auf Level 80 ist. Seine reale Welt vermischt sich mit der Welt des Online-Spiels. In der Schule ist er dem Mobbing seiner Mitschüler ausgesetzt, besonders wird er dabei von den Mitschülern Desmet und Bogaert schikaniert.
Ben kämpft innerlich mit ihnen als Ben X aus dem Spiel. Die Situation eskaliert, als Mitschüler ihn auf einen Tisch in der Schulklasse stellen und ihm die Hose herunterziehen. Noch am gleichen Tag erscheinen mit Handys aufgenommene Filme im Internet (siehe Cyber-Mobbing). Bens Sitznachbar filmt dabei die Täter.
Beim Online-Spiel teilt Ben seiner Spielgefährtin Scarlite mit, dass er das Endgame spielen möchte. Damit kündigt er bereits seinen Suizid an; jedoch wird dies von Scarlite so interpretiert, dass er ein Content des Spieles für Spieler, die das maximale Level erreicht haben, nutzen möchte, weswegen sie die Rolle als Heilerin übernehmen will.
Als Bens Spielgefährtin Scarlite aus Archlord per MMS ankündigt, ihn auch im realen Leben kennenlernen zu wollen, versucht er sie am Bahnhof zu treffen. Dort trifft er zwar auf Scarlite, traut sich aber nicht, sie anzusprechen. Er steigt mit ihr in den Zug nach Brüssel. Später spricht sie Ben an, ohne zu wissen wer er ist. Ben flüchtet darauf aus dem Zug und verliert sie damit aus den Augen. Als Ben kurz davor ist, einen Schienensuizid zu begehen, taucht Scarlite in seiner Fantasie auf. Sie kann ihn vor dem Suizid bewahren und schlägt ihm vor, ein alternatives Endgame in Erwägung zu ziehen.
So wird unter Mithilfe seiner Eltern während einer Schiffsreise ein Selbstmord inszeniert. Das Video, in dem sich Ben vermeintlich umbringt, erscheint auch in den Fernsehnachrichten. Auf der Trauerfeier wird das Video von Bens Sitznachbar eingespielt, welches die Täter des Cyber-Mobbing-Videos und ihre Reaktionen zeigt. Danach erscheint Ben auf der Empore als Lebender und entblößt so Schülerschaft, Lehrerschaft und die Öffentlichkeit, die vom tragischen Ende Bens schockiert war. Mit Scarlite, die weiterhin in Bens Phantasie existiert, fühlt sich Ben auf einer Pferdekoppel glücklich. Neben dem Handlungsstrang sind mehrere Stücke von Interviews zu sehen, worin unter anderem die Gesellschaft in Bezug auf den nachlässigen Umgang mit Mobbing und suizidgefährdeten Jugendlichen angesprochen wird.

## Hintergrund
Der Film ist das Debüt des belgischen Reisejournalisten Nic Balthazar, der durch einen Zeitungsbericht über den Selbstmord eines 17-jährigen autistischen Jungen in Gent, der virtuell gemobbt und zu Tode gequält wurde, zu der Geschichte von Ben X inspiriert wurde. Für den Film erhielt das Produktionsteam die Lizenz der Herausgeber des Spiels Archlord, um die virtuelle Welt des Spiels für den Film zu benutzen. Die Dreharbeiten fanden online mit vier Spielern statt. Der Film erlebte seine deutsche Premiere auf der Berlinale 2008 in der Sektion Generation Plus14 und kam am 8. Mai 2008 in die deutschen Kinos. Deutscher Verleiher ist das Unternehmen Kinowelt.
Da er Niederländisch auch als „ben nix“ aufgefasst werden kann, ist der Filmtitel ein Wortspiel, welches den Kontrast zwischen Online-Heldenidentität und dem täglichen Erleben von Ben aufgreift.

## Kritiken
„Mit rasanten Schnittfolgen und einer Collage aus Realfilm- und Onlinespielszenen greift Ben X eine Reihe schwergewichtiger Themen auf: Mobbing, Selbstmord, Ignoranz sowie Flucht in künstliche Welten und Entfremdung. Die zeitgenössische Problematik gewinnt zudem eine universelle Dimension durch symbolhafte Analogien zur christlichen Passionsgeschichte: ein Kreuz, das sich Ben schmiedet, eine ‚Erlöserszene‘ in der Schulkapelle. Dennoch wirkt der Film nicht überfrachtet, bleibt in seinem emotionalen Kern glaubhaft und nachvollziehbar: Ausgrenzung und Mobbing sind keine Einzelphänomene, sie können uns alle treffen. Dass Ben schließlich einen ungewöhnlichen Weg aus seinem persönlichen Teufelskreis findet, macht Mut: Statt Selbstaufgabe propagiert Ben X Selbstbehauptung.“

„Der Film schafft es, dem Zuschauer die bizarre Krankheit Autismus spür- und begreifbar zu machen. Gleichzeitig ist die Story spannend wie ein Krimi, extrem anrührend und filmisch brillant erzählt. Ein echtes Erlebnis!“

## Auszeichnungen
- Montréal World Film Festival 2007
  - Grand Prix of the Americas
  - Most Popular Film
  - Preis der ökumenischen Jury

- Sedona International Film Festival 2008.
  - Audience Award
  - Director’s Choice Award